# Reforma haitiana
La Reforma haitiana (en francés: Réforme haïtienne) —también conocida simplemente como la Reforma— fue un movimiento revolucionario armado que tuvo lugar en la isla Española, dominada por Haití, en 1843, cuyo propósito fue poner fin al prolongado mandato de Jean-Pierre Boyer (1818‑1843), uno de los jefes de Estado latinoamericanos con mayor permanencia en el poder en el siglo xix. El origen inmediato de la rebelión se hallaba en la carga financiera impuesta por Francia y el autoritarismo que aquejaba al país. El desenlace marcó el fin de la era de Boyer y abrió una oportunidad en la historia de la isla, en el que la parte española de la isla comenzaría a definir su propio rumbo político.
El detonante de la crisis fue, en gran medida, el acuerdo suscrito con Francia en 1825. Ese año, el rey Carlos X exigió a Haití el pago de 150 millones de francos, en concepto de indemnización por la pérdida de propiedades y esclavos durante la revolución haitiana, así como por la matanza de la población europea en Haití de 1804. Para imponer su voluntad, Francia envió una imponente flota de catorce buques con más de 500 cañones, que rodearon Puerto Príncipe el 3 de julio de 1825. Haití no tuvo de otra que firmar el tratado el 11 de julio.
Además de la deuda, el acuerdo bajaba a la mitad los impuestos a productos franceses, lo que dejó al gobierno haitiano con menos ingresos. En 1838 lograron reducir la deuda a 60 millones, pero ya el daño estaba hecho y el país no levantaba cabeza económicamente. La parte oriental de la isla, bajo ocupación haitiana desde 1822, también tuvo que poner dinero para pagar esa deuda, aunque ni firmó el acuerdo ni se benefició de él. Ese mismo año, 1838, comenzaron a gestarse movimientos en el interior de la isla, los cuales desembocarían en la rebelión de 1843.
A ello se sumaban críticas crecientes al sistema político centralizado. La Constitución haitiana de 1816 otorgaba al presidente el monopolio de la iniciativa legislativa, impidiendo al Parlamento presentar proyectos de ley. Muchos consideraban que Jean-Pierre Boyer utilizaba este poder para bloquear reformas necesarias. El descontento aumentó con el terremoto de Cabo Haitiano de 1842, que destruyó el Palacio de Sans Souci y varias ciudades del norte de la isla.
La insurrección estalló el 27 de enero de 1843 en Los Cayos, liderada por Charles Rivière-Hérard, y pronto tuvo un rápido respaldo de la región sur del país. Presionado por la revuelta, Boyer presentó su renuncia y partió al exilio el 13 de marzo de ese año. Charles Hérard asumió el poder de manera inmediata.
La Reforma también tuvo repercusiones en la parte oriental de la isla, donde participaron activamente figuras que más adelante serían protagonistas del proceso de independencia dominicana. Entre ellos se encontraban Juan Pablo Duarte, capitán de la Guardia Nacional haitiana en Santo Domingo; Francisco del Rosario Sánchez, Pedro Alejandro Pina y Juan Isidro Pérez, coroneles en la misma ciudad; José Esteban Roca, coronel en San Cristóbal; Mariano de Mendoza, coronel en Baní; Buenaventura Báez, coronel en Azua; y Pedro Santana, coronel en El Seibo. Junto a los reformistas haitianos, en la parte española de la isla se sumaron dispares grupos políticos dominicanos, estando integrado por los duartistas, tradicionalistas monárquicos y otros grupos que encontraron una oportunidad para promover sus propias convicciones o aspiraciones.
En este clima, el gobierno de la Reforma encabezado por Hérard convocó elecciones en julio de 1843 para elegir diputados en toda la isla. Algunos de los representantes elegidos por los electores dominicanos terminaron respaldando el Plan Levasseur, que proponía un protectorado francés sobre Santo Domingo. Esta situación aceleró la independencia dominicana en el pronunciamiento de Santo Domingo del 27 de febrero de 1844.
Como colofón de la Reforma, se reunió una Asamblea Constituyente en Puerto Príncipe en noviembre de 1843, la cual promulgó el 30 de diciembre una nueva Constitución. Su contenido sirvió en parte como inspiración para la redacción de la Constitución dominicana de 1844.

## Antecedentes

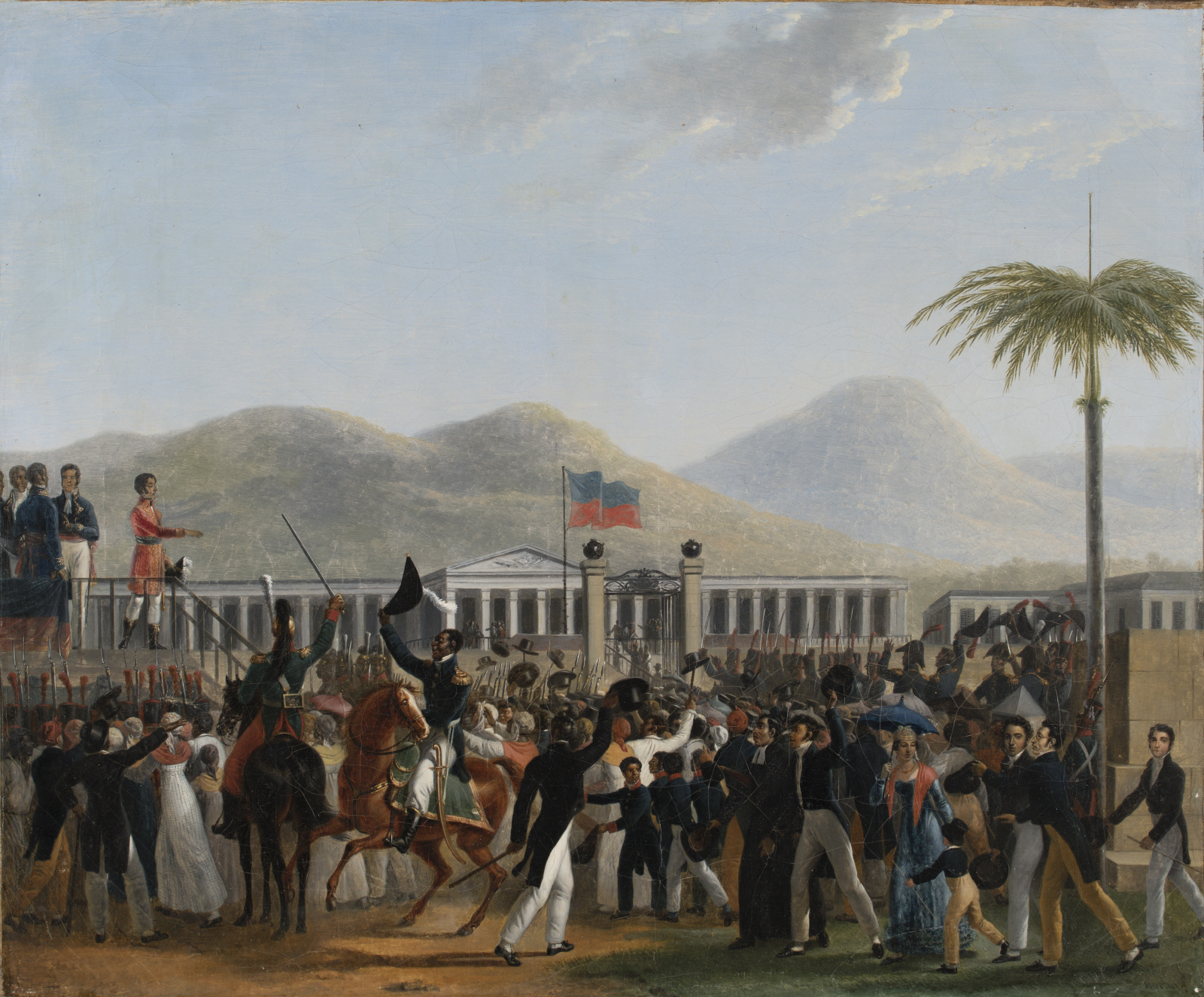
La juramentación del presidente Boyer en el Palacio de Haití (ca. 1818).

En 1804 se proclamó la independencia de Haití, el segundo Estado revolucionario liberal e independiente de América. Juan Jacobo Dessalines (1758-1806), su primer gobernante, no tardó en coronarse emperador. Pero su reinado fue efímero, pues en 1806 fue asesinado. El autor intelectual detrás del crimen fue el general Alejandro Pétion (1770-1818), en complicidad con el general Enrique Cristóbal (1767-1820).
Alejandro Pétion, tras el regicidio, proclamó la república y se instituyó a sí mismo presidente. Pese a ello, Enrique Cristóbal no se avino a sus designios y se alzó por su cuenta en las tierras del norte, creando el Estado de Haití. Allí se proclamó jefe, luego como presidente vitalicio y más tarde como monarca adoptando el nombre regio de Enrique I. Así surgieron dos entidades políticas, el Haití del Norte, de carácter monárquico, y el Haití del Sur, republicano.
Pétion muere en 1818 y fue sucedido por su discípulo, el mulato general Jean-Pierre Boyer (1776-1850), quien asumió el poder con el mismo título de presidente vitalicio. En 1820, tras la caída del Reino del Norte, Jean-Pierre Boyer logró unificar el país. Poco después, en 1822, ocupó la antigua provincia española de Santo Domingo, la cual mantenía un gobierno separatista y se constituyo como el Estado Independiente de Haití Español.
Para entonces, con apenas 18 años de existencia como Estado independiente, Haití tenía en Boyer a su hombre fuerte, un estadista con poder en todo el territorio de la isla Española.

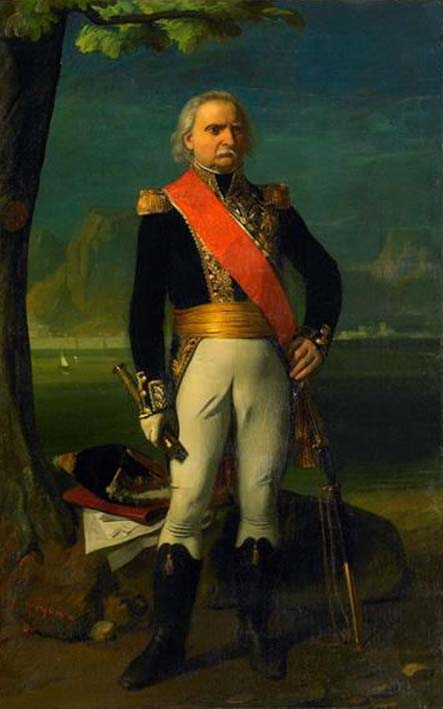
El conde Donzelot, gobernador de Martinica.

La primera oposición al régimen del presidente Boyer surgió en el territorio del viejo Santo Domingo español, donde el Seybo y la península de Samaná se convirtieron en los focos de resistencia contra Boyer. En febrero de 1822, estalló una resistencia en la ciudad de Santa Bárbara de Samaná, a pesar de que el comandante local se había pronunciado a favor de Haití un mes antes.
Los habitantes de la península, el párroco de Santa Bárbara de Samaná y Sabana de la Mar, así como Diego de Lira —capitán de milicias de Santo Domingo y comandante de armas de Sabana de la Mar, leal a España y antiguo colaborador del fenecido Juan Sánchez Ramírez—, aprovechando la llegada de dos buques de guerra franceses a la bahía de Samaná, solicitaron apoyo al gobernador de Martinica. Éste envió una escuadra naval y se comunicó con las autoridades españolas de la capitanía general de Puerto Rico, quienes enviaron una comisión de oficiales para planificar una acción conjunta contra los haitianos.
Sin embargo, al llegar a la península de Samaná, solo encontraron cinco barcos franceses, pues el comandante de la escuadra se había marchado. Además, los dominicanos que habían promovido el levantamiento ya no estaban, pues huyeron a Puerto Rico tras la ocupación de la ciudad de Samaná por las tropas enviadas por Boyer. Un intento menor de desembarco francés fue fácilmente rechazado por las fuerzas haitianas. Además, surgió un desacuerdo entre los españolas y francesas sobre si la expedición debía realizarse en nombre de Francia o de España, lo que llevó al abandono definitivo del plan a mediados de marzo y puso fin a cualquier intento de rebelión en ese año.

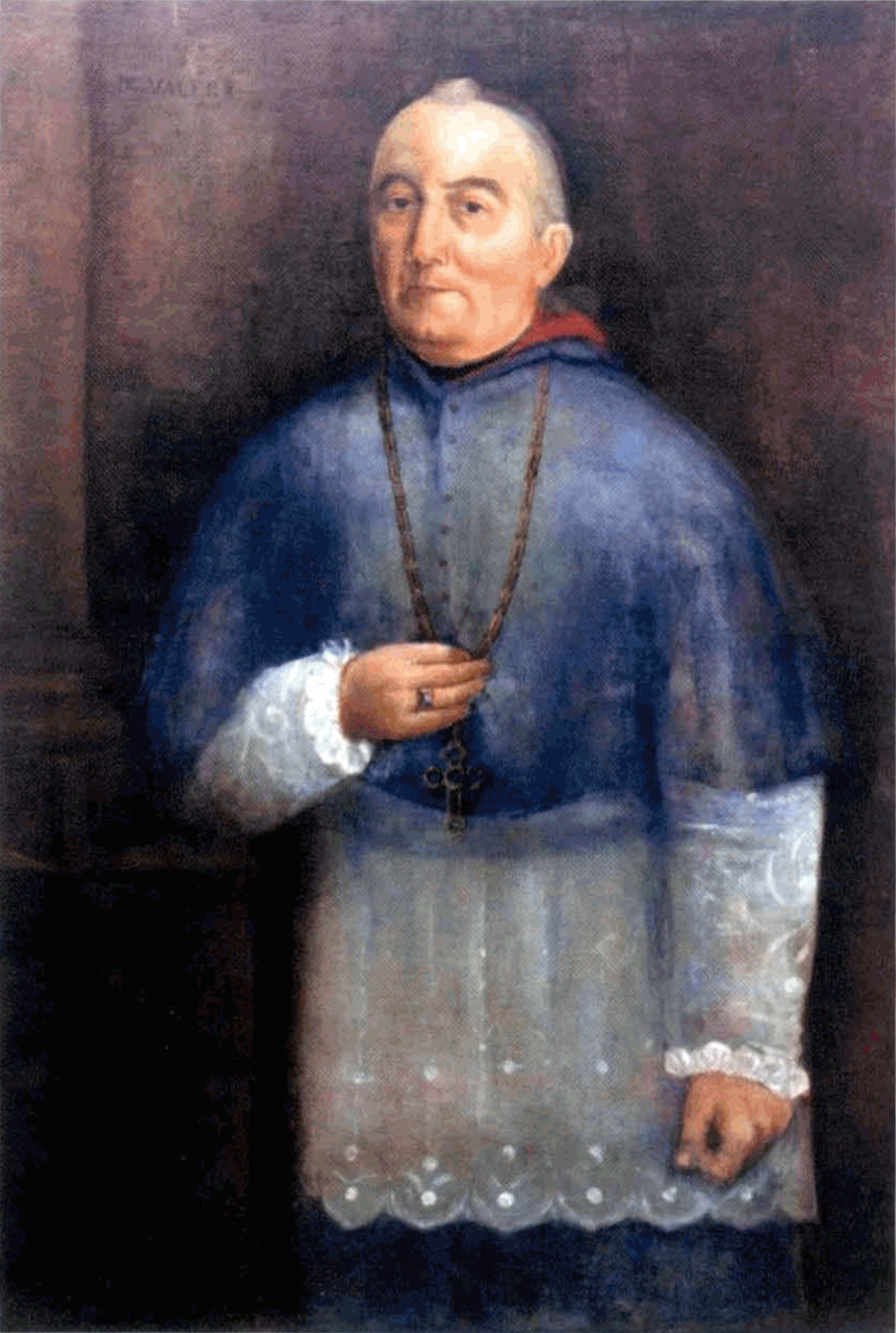
Pedro Valera y Jiménez, arzobispo de Santo Domingo, primado de Indias.

En 1823, el gobierno haitiano enfrentó una fuerte resistencia en el oriente de la isla. Ese año se descubrieron al menos tres conspiraciones y se sofocó un motín contra las tropas haitianas. El motín ocurrió mientras soldados haitianos vigilaban a trabajadores que limpiaban el camino entre Santiago de los Caballeros y Puerto Plata. En Santo Domingo, el arzobispo Pedro Valera y Jiménez (1757-1833), fiel a España, alentaba la resistencia. Su descontento respondía a la expropiación de bienes eclesiásticos, la política de desamortización y, sobre todo, a la decisión del 5 de enero de 1823 que suspendió el estipendio estatal al clero.
También se produjo la primera y poco recordada rebelión armada, dirigida por el capitán rural Lázaro Férmin en San Francisco de Macorís, en rechazo al sistema de trabajos forzados conocido como corvée, régimen de servidumbre heredado del Antiguo Régimen francés. Para aplastar la sublevación, Boyer envió 5 000 soldados, logrando someterla. 
La agitación se extendió al Seybo, Higüey, Los Alcarrizos y otros puntos de la parte española. En Bayaguana se levantaron campesinos indignados por la corvée, lo que alertó a las autoridades haitianas. En Santo Domingo, se arrestó a los militares León Alcaide y Agustín de Acosta. El descontento por los abusos empujó al general haitiano mulato Jérôme-Maximilien Borgella, gobernador del Ozama, a desplegar tropas haitianas en la región: Henri Etienne Desgrotte fue enviado al Seybo, Maurice Bienvenu a Higüey, el capitán Morette a Samaná y el comandante Prud’homme a Los Llanos. El malestar era tal, que no sorprende que Boyer prohibiera la corvée con soldados el 31 de mayo de 1828, al parecer queriendo evitar rebeliones de militares de bajo rango.
Ese mismo año, el comandante haitiano de Samaná consignó en un informe que «No podía contar con los dominicanos, ni blancos, ni negros, ni amarillos [mulatos], que estaban dispuestos a pronunciarse contra la republica si navíos de guerra españoles se aproximaban a la Bahía. Decían a alta voz que ellos pelearían voluntariamente contra Francia, pero no contra España».
El historiador haitiano Thomas Madiou aseguraba que «Boyer de su lado estaba descontento de los dominicanos. Muchos informes le llegaban donde los dominicanos no temían decir que si España se unía a Francia para una expedición contra Haití, ellos se pondrían bajo la autoridad del su majestad católica».

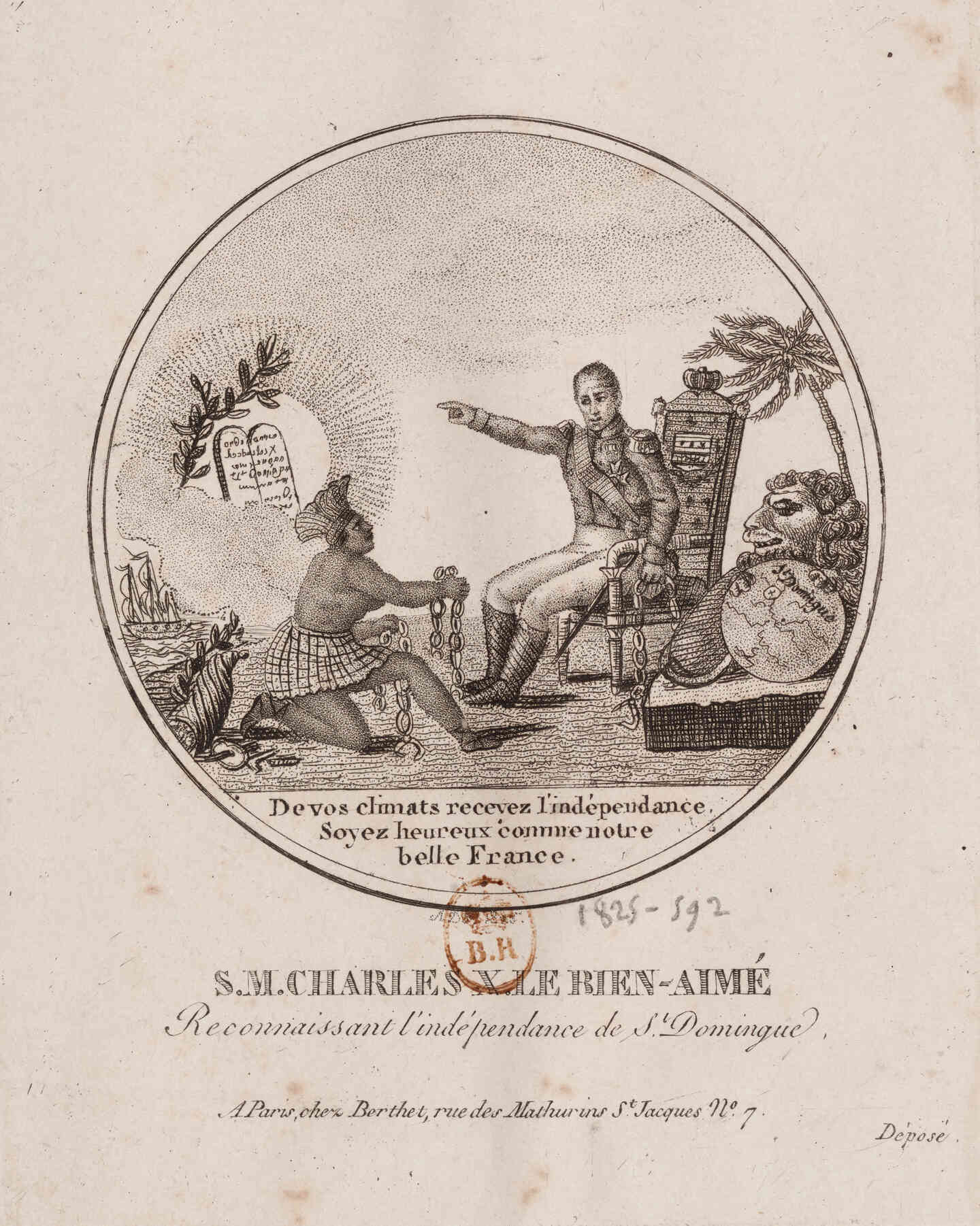
Carlos X reconociendo la Independencia de Haití.

En 1824, Boyer sofocó con mano dura la conspiración de Los Alcarrizos. Cabe destacar que ninguna de las conspiraciones en Santo Domingo durante esta época tuvo un carácter independentista: todas eran de inspiración realista, partidarias de Fernando VII. De hecho, el mayor peligro para Boyer no vino de los dominicanos, ni siquiera con la reclamación oficial que el monarca español hizo sobre Santo Domingo en 1830, sino de los propios militares haitianos. Estos encontraron motivo de descontento en el tratado de 1825 entre Carlos X de Francia y Haití, que reconocía la independencia de Haití a cambio de una indemnización de 150 millones de francos, y en la aguda crisis económica que golpeaba sobre todo a los sectores más pobres de la población.
Tal carga financiera trajo consigo un profundo malestar económico en la parte occidental de la isla. Este descontento fue hábilmente aprovechado por los opositores de Boyer, quienes comenzaron a organizarse. La oposición en la Cámara de Diputados se recrudeció. Según cuenta el historiador haitiano Jean Price-Mars, «la tribuna parlamentaria estaba prohibida, la libertad de prensa no era más que un mito. La oposición buscó entonces una salida en la trama de los complots. Esta es la génesis común de la Revolución».
La Constitución de Haití de 1816 reservaba al jefe del Estado la exclusiva iniciativa de las leyes, a diferencia de otros sistemas más liberales. Se consideraba que el presidente abusaba de este poder, evitando someter a debate legislativo leyes fundamentales. Una nueva generación, formada bajo este régimen autoritario, ansiaba participación política.

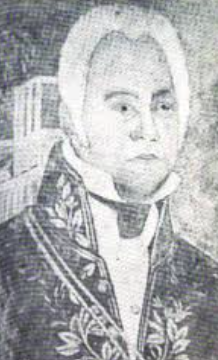
Joseph Balthazar Inginac, secretraio de Boyer.

En 1837 se produjeron conspiraciones en el norte de Haití, protagonizadas por militares negros. Aunque fueron sofocadas, estas rebeliones tenían como trasfondo la cuestión racial. Al año siguiente, Boyer logró renegociar la deuda con Francia en términos relativamente favorables, reduciendo el monto a 60 millones de francos. Esta circunstancia pudo haber servido como base para impulsar reformas profundas, pero la falta de voluntad política lo impidió.
También en 1838 ocurrieron dos movimientos significativos contra el régimen de Boyer. Por un lado, una conspiración para asesinar a Boyer y a su secretario general, el ministro Joseph Balthazar Inginac; por otro, la fundación de la sociedad secreta La Trinitaria por Juan Pablo Duarte —caudillo del grupo conocido como los filorios,también conocidos como duartistas— con la intención de liberar pacíficamente la parte oriental de la isla.
La represión contra los diputados opositores y la clausura de espacios de expresión empujaron a muchos hacia la revolución. En este contexto surgió la Sociedad de los Derechos del Hombre y del Ciudadano, nombre alusivo a la Declaración de los Derechos del Hombre y del Ciudadano. Esta agrupación, encabezada por el mulato Hérard Dumesle, que promovía banquetes con discursos liberales y llamamientos a reformar el Estado. Estas actividades sociales, aunque encubiertas bajo formas sociales y culturales, eran en realidad centros activos de conspiración política.
El gobierno de Boyer sabía que tales reuniones eran el núcleo de una conspiración, especialmente en ciudades del norte como Los Cayos y Jérémie. No obstante, no pudo actuar con eficacia, pues el terremoto de Cabo Haitiano de 1842 desvió todos los recursos del régimen. A la crisis política se sumó el caos natural y el pillaje en ciudades devastadas como Cabo Haitiano, Santiago, Puerto de Paz, Môle-Saint-Nicolas y Fuerte Libertad, además del Palacio de Sans Souci.

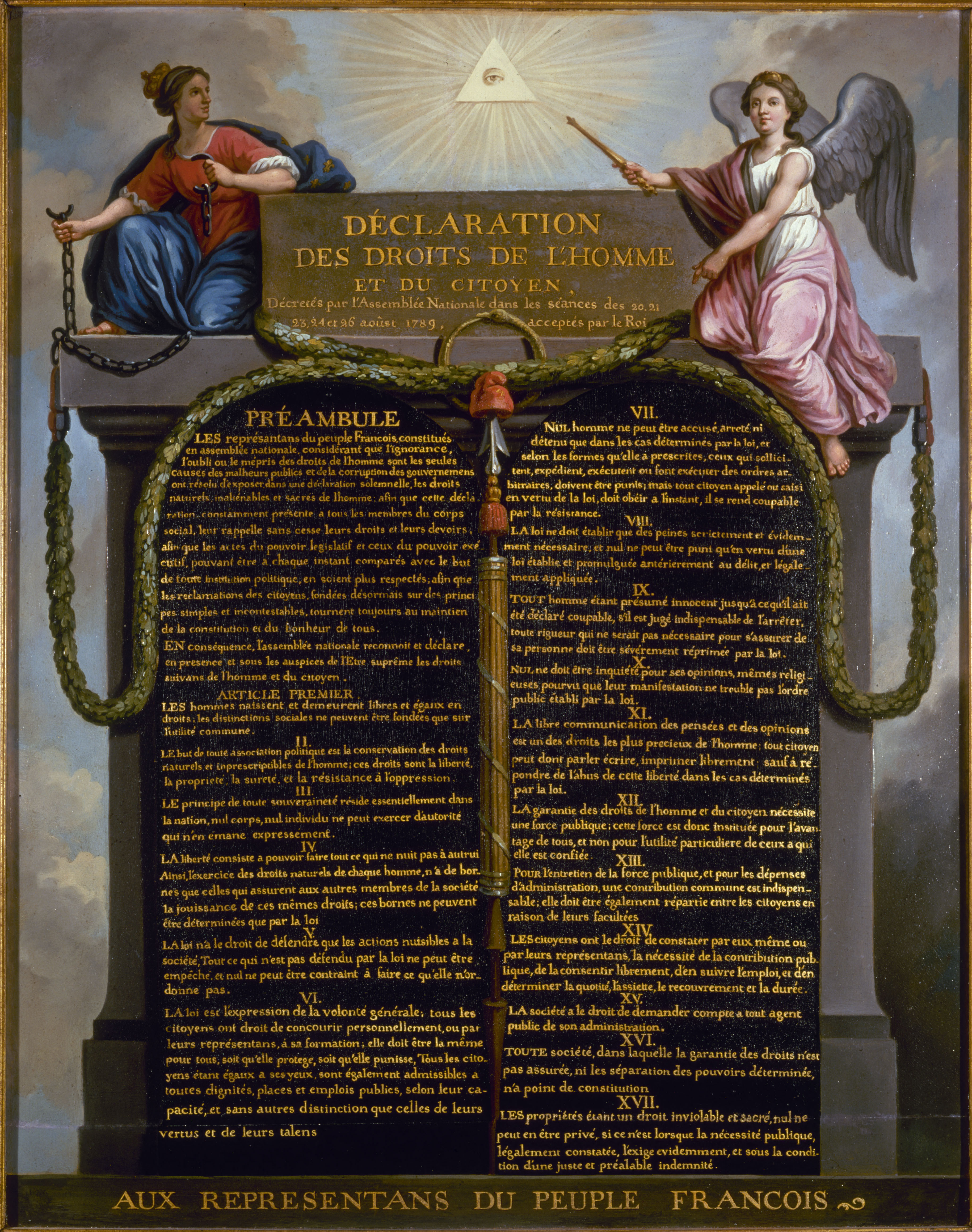
Declaración de los Derechos del Hombre y del Ciudadano.

En septiembre de 1842, la Sociedad de los Derechos del Hombre publicó un manifiesto contra el poderío de Boyer y designó al comandante de artillería Charles Rivière-Hérard —primo de Hérard Dumesle— como líder del movimiento de la Reforma. Los reformistas, buscando apoyo del pueblo, prometieron cambios populistas, como quitar leyes antiguas, mejorar la educación, reformar el ejército, cambiar el sistema agrícola y comercial, bajar impuestos y crear un dinero que tuviera valor real. Estas propuestas fueron bien recibidas tanto por haitianos como por dominicanos que estaban descontentos con el gobierno de entonces.
El complot no quedó circunscrito a los haitianos; pronto los dominicanos también tuvieron conocimiento del movimiento y decidieron involucrarse en la conspiración.
Este episodio de colaboración binacional fue descrito por Manuel María Valencia en La Verdad y nada más (1843). En ese opúsculo, sostiene que los dominicanos sufrían bajo el despotismo de Boyer. Desde hacía tiempo, algunos compatriotas pensaban que el régimen necesitaba una reforma profunda y solo contarían con éxito si los haitianos partidarios del cambio los apoyaban.
Pese a la discreción de los conspiradores dominicanos, las autoridades boyeristas lograron identificarlos. El régimen, al notar que la conspiración ganaba terreno, reaccionó con una campaña de desinformación, recurriendo a difundir el bulo de que los reformistas querían restaurar la esclavitud. Emisarios recorrieron pueblos y campos sembrando el bulo. Sin embargo, los líderes del movimiento pronto desmontaron esas calumnias.
En abril de 1842, la represión se intensificó en la villa de Baní. Circularon pasquines que acusaban a dominicanos de pertenecer a una inexistente facción “procolombiana”. Se formó una comisión investigadora que no halló prueba alguna. Aun así, Pedro Alejandro Pina y Pedro Valverde y Lara —quienes venían difundiendo ideas reformistas por San Cristóbal y Baní— tuvieron que huir para evitar la cárcel. Casos similares se registraron en la parte hispana de la isla. Manuel Leguisamón y Silvano Pujol fueron perseguidos en Puerto Plata, y Juan Evangelista Jiménez en La Vega.
Ni siquiera el ámbito cultural se salvó. La Filantrópica, fundada por Duarte, entonces capitán de la Guardia Nacional haitiana de Santo Domingo para promover ideas patrióticas mediante el teatro, fue blanco de acusaciones. El gobierno la señaló por esconder mensajes subversivos en sus obras y obligó a sus miembros —Juan Isidro Pérez, Jacinto de la Concha, Juan Bautista Alfonseca, Félix María del Monte, Pedro Antonio Bobea, entre otros— a someter sus textos a censura previa.
Pedro Pina fue acusado falsamente de ocultar armas en su casa. Su vivienda y la de su padre fueron registradas a fondo. Ambos fueron interrogados por una comisión encabezada por los dominicanos José María Caminero y Tomás Bobadilla. Aunque algunos oficiales, como el capitán dominicano José Ramón Marqués, pidieron el encarcelamiento de Pina, el general haitiano Bernardo Felipe Alejandro Carrié, comandante de Santo Domingo, se negó, consciente de que una medida así podía desatar una rebelión. Su prudencia logró ganar tiempo, pero no evitar el conflicto.

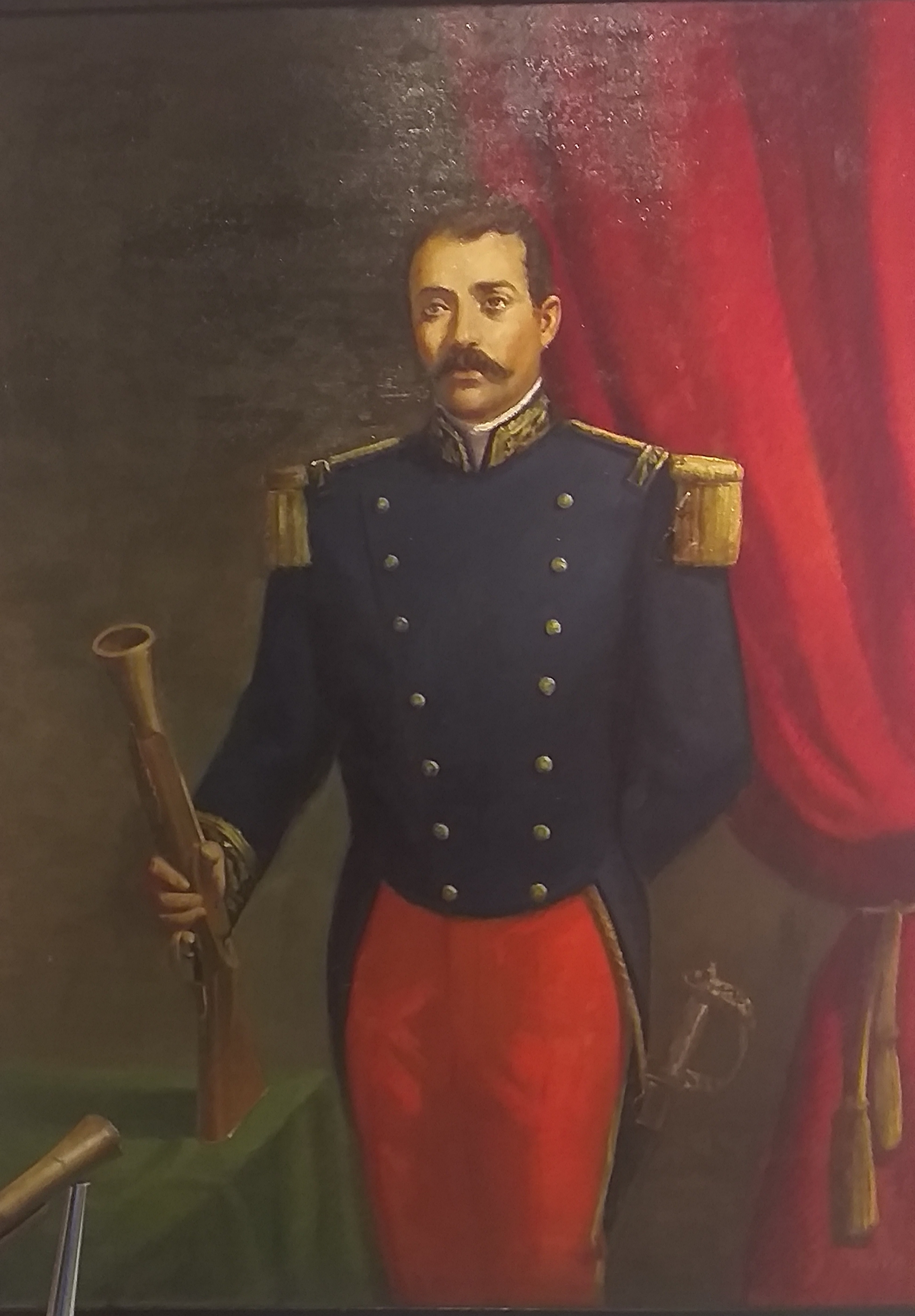
Ramón Matías Mella, delegado de Juan Pablo Duarte en Los Cayos.

El capitán Duarte encomendó a Juan Nepomuceno Ravelo viajar a la ciudad de Los Cayos —centro de operaciones del movimiento reformista— para contactar a sus líderes y coordinar con ellos el levantamiento en la parte oriental de la isla, una vez iniciada la insurrección en Haití. Sin embargo, Ravelo no logró cumplir con la encomienda esperada, por lo que Duarte decidió enviar a Ramón Matías Mella, quien sí consiguió establecer los contactos necesarios en enero de 1843. Mella se hospedó en la casa de Borgella, exgobernador de Ozama.
Los reformistas haitianos comprendían que un levantamiento generalizado en toda la isla era importante para poner fin al régimen de Boyer. Por ello, acordaron con el delegado dominicano establecer relaciones directas con los aliados dominicanos y definir los beneficios que recibirían por su participación en la revolución. Así fue como el grupo liberal haitiano y el movimiento separatista dominicano —en particular los filorios— unieron fuerzas contra el gobierno de Boyer.

## Revolución

### Parte francesa
La revolución contra Jean-Pierre Boyer comenzó el 27 de enero de 1843, en la finca de comandante de artillería Charles Rivière-Hérard en Praslin en la ciudad de Los Cayos. Charles Rivière-Hérard se adjudicó a sí mismo el título de general de división.

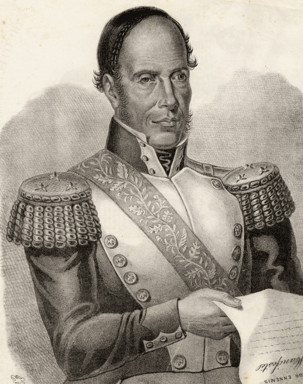
Charles Rivière-Hérard, caudillo de la Reforma.

El alzamiento fue respaldado en Jérémie por Philibert Laranque, quien se levantó el 31 de enero, y en Anse-d'Hainault por el general Lazarre, que el 1 de febrero de 1843 organizó un ejército numeroso. Boyer intentó resistir. El dictador haitiano reunió tropas, envió columnas militares a los focos de rebelión y puso al mando a jefes de su confianza. Pero estas medidas fracasaron. El 21 de febrero, los revolucionarios vencieron en la batalla de Lesieur, y el 25 de febrero derrotaron nuevamente al gobierno en la batalla del Número Dos, donde murió el general Cazeau.

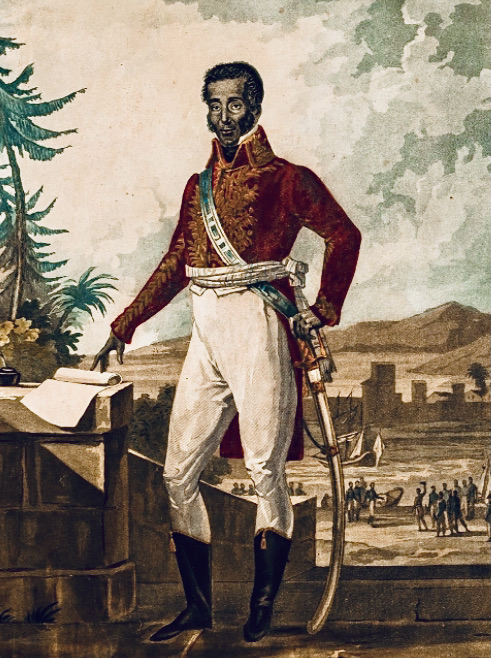
Retrato de Jean-Pierre Boyer.

Estas derrotas precipitaron el levantamiento de Jacmel el 3 de marzo de 1843. Boyer se empeñó en seguir combatiendo, pero la derrota definitiva llegó el 12 de marzo, cuando sus tropas fueron vencidas en Léogâne. Derrotado y sin opciones, Boyer renunció a la presidencia el 13 de marzo ante el Senado, tras 25 años en el poder —21 de ellos dominando Santo Domingo—. De inmediato, se embarcó con su familia en la fragata británica Scylla, rumbo a la Colonia de Jamaica, y luego partió a Europa.
Tras su salida, el Senado permitió la entrada del ejército reformista a Puerto Príncipe el 21 de marzo, bajo el mando del general Charles Rivière-Hérard. Este renunció al título de jefe de la revolución el 3 de abril de 1843. Al día siguiente se formó un gobierno provisional integrado por el civil Imbert y los generales Voltaire, Philippe Guerrier y el propio Charles Rivière-Hérard, alma del nuevo régimen. El gobierno fue acompañado por un consejo consultivo de ocho miembros, Gélin, David Saint Preux, Féry, Lherisson, Hérard Dumesle, Franklin, E. Boom y J. Paul, hombres destacados por su preparación y trayectoria.
Según el publicista haitiano Louis Joseph Janvier, debió incluirse a algún dominicano en el gobierno como muestra de solidaridad con la parte oriental. A pesar de ello, el nuevo régimen logró extender su control sobre toda la isla, enfrentando solo dos focos menores de resistencia: uno en Los Cayos, dirigido por el coronel Taureau, y otro en la parte oriental, donde Bernardo Felipe Alejandro Carrié intentó resistir débilmente en medio del caos provocado por los separatistas dominicanos y los reformistas haitianos.
Ambos grupos —los independentistas de Santo Domingo y los reformistas haitianos— habían colaborado contra Boyer, pero tras la victoria, volvieron a separarse. Unos luchaban por la separación; otros por mantener la unidad política de la isla.

### Parte española
Mientras el movimiento reformista avanzaba con fuerza en la parte occidental de la isla, su influencia comenzaba a extenderse al oriente. 
Esto desató una lucha abierta entre dos bandos enfrentados por el poder: los reformistas liberales y los boyeristas. El primer grupo lo formaban haitianos residentes o nacidos en la parte oriental que rechazaban el autoritarismo de Boyer, junto a jóvenes dominicanos, muchos de ellos ya comprometidos con la causa separatista. El segundo grupo lo integraban haitianos afines al régimen de Jean-Pierre Boyer y dominicanos satisfechos con el orden establecido, como los hermanos Puello —Eusebio, José Joaquín y Gabino—. Había también muchos que, por conveniencia o temor, servían de instrumentos a los planes de Boyer.
La raíz del conflicto era clara: mientras los boyeristas pedían esperar pasivamente los resultados del movimiento en el oeste, los reformistas querían actuar sin demora y colaborar activamente para derrocar la dictadura.
Ramón Matías Mella, delegado del capitán Juan Pablo Duarte, volvió pronto a la ciudad de Santo Domingo con la noticia de que la Reforma había sido proclamada en enero de 1843. El partido reformista tomó la delantera y logró activar la revolución en todos los centros principales.
El 24 de marzo de 1843, se concentró en Santo Domingo un grupo importante de ciudadanos y militares. En la plazuela del Carmen, se reunieron dominicanos como Juan Pablo Duarte y Ramón Mella, así como Francisco del Rosario Sánchez, Pedro Alejandro Pina y Juan Isidro Pérez, coroneles de la Guardia Nacional haitiana en Santo Domingo, todos filorios y partidarios de la separación. Mientras tanto, frente a la residencia del comandante haitiano Henri Etienne Desgrotte —nombrado jefe de la revolución en la parte española— se congregaron haitianos como Adolfo Nouel, Alcius y Artidor Ponthieux, Francisco Montás y otros.
Ambos grupos se unieron bajo el grito de «¡Viva la Reforma!» y marcharon por la calle del Comercio (hoy calle Isabel la Católica) hacia la casa del general Bernardo Felipe Alejandro Carrié, comandante de la ciudad, con la intención de destituirlo. Pero al llegar a la Plaza de Armas, el regimiento 32, bajo órdenes del comandante de armas de la ciudad, el general haitiano Pablo Alí, les cerró el paso. Pablo Alí preguntó sus intenciones. «¡Queremos libertad!», respondieron. Alí, despectivo, replicó que ya la tenían y se retiró dándoles la espalda. El tiroteo estalló de inmediato.
Murieron el comandante haitiano Charles Cousin y tres soldados del gobierno. Por los reformistas, cayó un venezolano. Hubo numerosos heridos, entre ellos el teniente dominicano Emilio Parmentier por el gobierno, y Adolfo Nouel, Pedro Ramón de Mena, José Bruno Corderou, Alejandro Taní por los reformistas junto con un joven vendedor ambulante de mechas de azufre.
Dispersados por la tropa, los reformistas más comprometidos saltaron las murallas de la ciudad. Duarte fue a buscar apoyo de José Esteban Roca, jefe del Batallón de la villa de San Cristóbal. Sorprendido por el hecho, Esteban Roca contactó al comandante haitiano Febrillet, quien unió al movimiento. Al día siguiente, el 25 de marzo, San Cristóbal se adhirió a la Reforma con el respaldo de Roca. Enfrentaron y superaron la resistencia del comandante Lorenzo Araujo en El Hatillo. El general Henri Etienne Desgrotte, temiendo un conflicto mayor, envió emisarios para convencer a Lorenzo Araujo. Fue Remigio del Castillo quien logró persuadirlo, y Araujo se unió al levantamiento.
La revolución se expandió rápidamente: el 26 de marzo en Baní, el coronel cubano Mariano de Mendoza se pronunció; el 27, en Azua, el dominicano Buenaventura Báez se incorporó activamente. Ambos movilizaron tropas y ayudaron a formar un ejército popular que forzaría la renuncia de Bernardo Felipe Alejandro Carrié. Felipe Alejandro Carrié intentó resistir. Su propio hijo amenazó con volar el arsenal de la ciudad si se veían obligados a rendirse. Todo esto fue inútil. Con las fuerzas de Baní, Azua y San Cristóbal concentradas en esta última, las juntas populares de esos pueblos enviaron a Roca para exigir la rendición de Santo Domingo.
Presionado por la insurrección, Alejandro Carrié capituló el 26 de marzo de 1843. Dejó el poder al Consejo de Notables, que el 29 de marzo entregó la ciudad a Henri Etienne Desgrotte y sus aliados, quienes entraron victoriosos junto a unos 3000 hombres, luciendo sombreros con la divisa blanca con el lema «Libertad o la muerte».
La autoridad pasó a Desgrotte, quien nombró a Alí como comandante de armas. Una asamblea general formó la Junta Popular de Santo Domingo, que gobernaría hasta la aprobación de una nueva constitución. Esta junta la integraron Alcius Ponthieux, Jean Baptiste Morin, Manuel Jimenes, Pedro Alejandro Pina y Duarte, representando a los sectores haitiano y dominicano.
Pero la resistencia no fue exclusiva de Santo Domingo. En la ciudad de Santiago de los Caballeros, también hubo tensión. A instancias de Ezequiel Guerrero, Narciso Román, Sebastián y José Desiderio Valverde, Román y Juan Luis Franco Bidó, los santiagueros salieron a las calles con banderas y música,dando vivas a la libertad. El coronel Juan Núñez Blanco, comandante de armas boyerista, se atrincheró con sus tropas. Carrié acudió en refuerzo a Santiago de los Caballeros, se dirigió a la Fortaleza San Luis para tomar medidas de resistencia y obligó a dispersarse a los amotinados. Sin embargo, el movimiento terminó imponiéndose, como en el resto del país, sin grandes desórdenes ni enfrentamientos, consolidando así el triunfo de la Reforma. Por su parte, Carrié se embarcó con su familia rumbo a la Colonia de Curazao y Dependencias.
En todos los pueblos surgieron juntas populares. El 7 de abril de 1843, la Junta de Santo Domingo encargó a Duarte la organización de las juntas en el oriente del país. Duarte aprovechó la misión para fortalecer el proyecto separatista, estableciendo alianzas con hombres clave, como Ramón Santana, un hombre influyente en la ciudad del Seybo, y su hermano Pedro Santana, coronel de la Guardia Nacional del mismo pueblo, cuya autoridad era aún mayor. Este último participó activamente en la Reforma, encabezando los pronunciamientos en Higüey, Los Llanos y el Seybo. Así lo confirma una carta del propio Pedro Santana de mayo de 1844:

“No los creais, acordaos si [sic], de los ultrages [sic] que os han hecho antes, y despues [sic] de haber cooperado con vuestras personas, e intereses [sic], al pronunciamiento de su reforma. ¿Ignorais [sic] cuales fueron nuestros premios? No, pues todo el mundo sabe, que no tuvimos otros, que las persecuciones, calumnias y atropellamientos. Yo mismo (como otros muchos) os lo compruebo, recordandoos [sic] que despues [sic] que adherido à [sic] su causa, hice pronunciar las comunes de Higuey [sic], Seybo [sic] y Llanos [sic] que les hubieran sido imposibles contar con ellas, cuanto obtuve, fue persecucion [sic] y desprecio; y estas mismas comunes que tan de buena fé como yo, procedieron, se pusieron bajo el duro mando de los suyos para que las oprimieran y subyugaran mas [sic] y mas [sic].”